# القنطرة (سليانة)
القنطرة قرية تابعة إلى ولاية سليانة وتبعد عن مركز الولاية ب10 كلم، بها مركز للرسكلة الآلية حيث يقع تعهد الآلات الفلاحية.

### مواضيع ذات علاقة
- ولاية سليانة.